# Platylabus polymelas
Platylabus polymelas är en stekelart som beskrevs av Heinrich 1962. Platylabus polymelas ingår i släktet Platylabus och familjen brokparasitsteklar. Inga underarter finns listade i Catalogue of Life.